# Henry Hugglemonster
Henry Hugglemonster este un serial de animație pentru preșcolari și școlari produs de Spiffy Pictures. Se bazează pe cartea „Sunt un Hugglewug fericit”, a autoarei Niamh Sharkey. Serialul a debutat la 15 aprilie 2013, pe canalul Disney Junior, după un episod pilot la 5 aprilie 2013 în Statele Unite ale Americii. În România serialul a debutat pe 3 august 2013, pe canalul Disney Junior.

## Episoade

### Sezonul 1 (2013–14)
| # (serial) | # (sezon) | Titlu                                                              | Scris de                                               | Premiera originală | Premiera în România             | Cod |
| ---------- | --------- | ------------------------------------------------------------------ | ------------------------------------------------------ | ------------------ | ------------------------------- | --- |
| 1          | 1         | „The Huggleflower / Monster Lullaby”                               | Sascha Paladino / Chris Nee                            | 15 aprilie 2013    | 3 august 2013                   |     |
| 2          | 2         | „Astrobrix / The Sore Roar”                                        | Paul Dawson / James Mason                              | 16 aprilie 2013    | 7 august 2013                   |     |
| 3          | 3         | „Runaway Dough / The Copymonster”                                  | Paul Dawson / Sascha Paladino                          | 17 aprilie 2013    | 4 august 2013                   |     |
| 4          | 4         | „The Henry Show / Mega Bouncers”                                   | Jennifer Hamburg / Bradley Zweig                       | 18 aprilie 2013    | 5 august 2013                   |     |
| 5          | 5         | „Bye Bye Beckett / Pet Party”                                      | Chris Nee / Bradley Zweig                              | 19 aprilie 2013    | 8 august 2013                   |     |
| 6          | 6         | „Number One Fan / Henry's Hugglefish”                              | Jennifer Hamburg și Sascha Paladino / Jennifer Hamburg | 22 aprilie 2013    | 10 august 2013                  |     |
| 7          | 7         | „Sneezo-Rama / The Huggleball Game”                                | Bradley Zweig / Kent Redeker                           | 23 aprilie 2013    | 7 septembrie 2013               |     |
| 8          | 8         | „The Hugglejuice Stand / The Huggledance Party”                    | Jennifer Hamburg / Bradley Zweig                       | 24 aprilie 2013    | 14 septembrie 2013              |     |
| 9          | 9         | „Promises Promises / Fireworks Night”                              | Sascha Paladino / Paul Dawson                          | 25 aprilie 2013    | 9 august 2013                   |     |
| 10         | 10        | „Paint the Town / Henry, Incorporated”                             | Robert Vargas / Joe Ansolabehere                       | 26 aprilie 2013    | 21 septembrie 2013              |     |
| 11         | 11        | „Monsters on the Town / Enormo Henry”                              | Chris Nee / Robert Vargas                              | 29 aprilie 2013    | 28 septembrie 2013              |     |
| 12         | 12        | „Grrr Power / Fangs Out”                                           | Jennifer Hamburg / Michael Stern                       | 30 aprilie 2013    | 2 / 9 noiembrie 2013            |     |
| 13         | 13        | „Carried Away / Monster in Charge”                                 | Chris Nee / Robert Vargas                              | 2 mai 2013         | 30 noiembrie / 7 decembrie 2013 | 118 |
| 14         | 14        | „Iron Granny / The Monster Coin”                                   | Robert Vargas / Robert Vargas                          | 10 mai 2013        | 12 august 2013                  | 110 |
| 15         | 15        | „Rain, Rain, You're Not a Pain / Runaway Summer”                   | Michael Stern / Robert Vargas                          | 24 mai 2013        | 14 / 28 decembrie 2013          | 119 |
| 16         | 16        | „Monsterpet Pageant / Ivor's First Stomp”                          | Bradley Zweig / Joe Ansolabehere                       | 7 iunie 2013       | 18 / 25 ianuarie 2014           | 121 |
| 17         | 17        | „The Piano Lesson / Monster Wave”                                  | James Mason / Chris Nee                                | 21 iunie 2013      | 6 august 2013                   | 104 |
| 18         | 18        | „The Mighty Heromonsters / New Monsterkid on the Block”            | Sascha Paladino / Robert Vargas                        | 9 august 2013      | 12 aprilie 2014                 | 125 |
| 19         | 19        | „A Funny Thing Happened on the Way to Monsterschool / Summergrams” | Robert Vargas și Sascha Paladino / Bradley Zweig       | 6 septembrie 2013  | 22 / 29 martie 2014             | 123 |
| 20         | 20        | „The Halloween Scramble / Scout's Night Out”                       | Chris Nee / Bradley Zweig                              | 4 octombrie 2013   | 16 / 23 noiembrie 2013          | 117 |
| 21         | 21        | „Huggsgiving Day / All That Pizzazz”                               | Jennifer Hamburg / Chris Nee                           | 15 noiembrie 2013  | 4 / 11 ianuarie 2014            | 120 |
| 22         | 22        | „Happy Hugglemas”                                                  | Chris Nee                                              | 6 decembrie 2013   | 21 decembrie 2013               | 122 |
| 23         | 23        | „The Sledhouse / Daddo Daycare”                                    | Robert Vargas / Chris Nee                              | 13 decembrie 2013  | 11 august 2013                  | 109 |
| 24         | 24        | „Monster Seeds / Henry and the Sno-Grrr”                           | Bradley Zweig / Colm Tyrrell                           | 21 ianuarie 2014   | 17 / 18 mai 2014                | 124 |
| 25         | 25        | „Monster Mail Madness / Cobby's Comfort Cruiser”                   | Bradley Zweig / Chris Nee                              | 31 ianuarie 2014   | 13 august 2013                  | 111 |
| 26         | 26        | „Once Upon a Roar”                                                 | Jennifer Hamburg                                       | 2 mai 2014         | 25 octombrie 2014               | 126 |

### Sezonul 2 (2014–15)
| # (serial) | # (sezon) | Titlu                                             | Scris de                                       | Premiera originală  | Premiera în România | Cod |
| ---------- | --------- | ------------------------------------------------- | ---------------------------------------------- | ------------------- | ------------------- | --- |
| 27         | 1         | „Big Baby / The Perfect Anniversary”              | Sascha Paladino / Sascha Paladino              | 24 octombrie 2014   | 4 mai 2015          | 201 |
| 28         | 2         | „Ivor Takes the Cake / Runaway Airship”           | Sascha Paladino / Sascha Paladino              | 14 noiembrie 2014   | 5 mai 2015          | 202 |
| 29         | 3         | „Where's Beckett? / Huggleflight”                 | Jim Lloyd / Thomas Chase și Steve Rucker       | 24 noiembrie 2014   | 6 mai 2015          | 203 |
| 30         | 4         | „Knit-O-Bot / Scouts vs. Scouts”                  | Bob Jacobs / Patrick Gleeson                   | 21 ianuarie 2015    | 7 mai 2015          | 204 |
| 31         | 5         | „Monsterly Ever After / The Roarsome Foursome”    | Ross Hastings                                  | 13 februarie 2015   | 12 mai 2015         | 207 |
| 32         | 6         | „The Do-It-Yourself Sleepover / Roarsville Rules” | Aaron Springer / Ross Hastings și Steven Banks | 13 martie 2015      | 11 mai 2015         | 206 |
| 33         | 7         | „Summer Vision / The Pizza Brothers”              | Ross Hastings / Steven Banks                   | 27 martie 2015      | 13 mai 2015         | 208 |
| 34         | 8         | „Cobby and the Brain / Robo-Friend”               | Maria O'Loughlin / Dustin Ferrer               | 10 aprilie 2015     | 15 mai 2015         | 210 |
| 35         | 9         | „Henry Time / Rock, Rattle and Roller Practice”   | Alison McDonald / Maria O'Loughlin             | 24 aprilie 2015     |                     | 214 |
| 36         | 10        | „The Grr Cloud / Monster Momma's Day”             | Kevin de Aguila / Maria O'Loughlin             | 8 mai 2015          |                     | 211 |
| 37         | 11        | „On the Huggleroad”                               | Sascha Paladino                                | 30 iunie 2015       | 8 mai 2015          | 205 |
| 38         | 12        | „Roddy the Hero / Never Enough Henrys”            | Ashley Mendoza / Alison McDonald               | 7 și 14 iulie 2015  |                     | 219 |
| 39         | 13        | „All About Summer Camp / Huggle...Whaaa?!”        |                                                | 21 și 28 iulie 2015 |                     | 215 |
| 40         | 14        | „Roar-Plane Racing / Hugglemonster and Son”       |                                                | 3 și 10 august 2015 |                     | 213 |
| —          | —         | „Is a Fella Isabella? / Dudes' Day With Daddo”    |                                                |                     | 14 mai 2015         |     |